# Ptychodacteae
A Ptychodacteae a virágállatok (Anthozoa) osztályának és a tengerirózsák (Actiniaria) rendjének egyik alrendje.

## Rendszerezés
Az alrendbe az alábbi 2 család tartozik:
- Preactiniidae England in England & Robson, 1984 - 2 faj
- Ptychodactinidae Appellöf, 1893 - 2 faj